# Ковязина, Анастасия Владимировна
Анастасия Владимировна Ковязина (род. 5 сентября 1987) — российская самбистка и дзюдоистка, призёр чемпионатов России и Европы по самбо, победительница Универсиады 2013 года в Казани по самбо, чемпионка мира по дзюдо среди полицейских, мастер спорта России.

## Карьера
Тренируется под руководством С. В. Волобуева и А. В. Сагдиева. Выступает в весовой категории свыше 78-80 кг. В 2012 году стала чемпионкой мира среди полицейских по дзюдо. В 2013 году стала победительницей соревнований по самбо на летней Универсиаде 2013 года в Казани. На следующий год стала серебряным призёром чемпионатов России и Европы по самбо.

## Спортивные результаты
- Чемпионат России по самбо среди женщин 2014 года — ;